# Coelastrea aspera
Espèce
Coelastrea aspera est une espèce de coraux appartenant à la famille des Merulinidae.